# Isabelle de Blois
Isabelle de Blois (c. 1130 - après 1175), est une aristocrate française, duchesse d'Apulie et dame de Montmirail par mariage, puis religieuse à Fontevraud.

## Famille et fiançailles
Isabelle est née vers 1130, elle est la fille du comte Thibaut IV de Blois et de Mathilde de Carinthie. Selon Aubry de Trois-Fontaines, elle est la troisième fille du couple. Elle est la nièce du roi Étienne d'Angleterre et l'arrière-petite-fille de Guillaume le Conquérant. Sa lignée illustre fait donc d'elle l'épouse idéale pour le fils d'un roi. Vers 1140, elle est ainsi fiancée au duc Roger III d'Apulie, fils aîné et héritier du roi Roger II de Sicile. Au cours des négociations, son père reçoit du roi une aiguière fatimide en cristal de roche, qu'il offrira à l'abbé Suger et qui est maintenant connue sous le nom d'Aiguière aux oiseaux et conservée au Louvre.

## Premier mariage
Isabelle arrive probablement en Sicile en 1141. Le mariage, cependant, semble avoir été retardé. Au début de 1143, Roger II négocie en effet avec l'Empire byzantin pour une meilleure alliance matrimoniale. Cependant, à la fin de 1143, Roger III et Isabelle sont mariés. Bien que Roger ait déjà deux enfants hors mariage, il n'y a aucune preuve qu'il en ait eu avec Isabelle.
Isabelle retrouve peut-être son frère, Henri, lorsque, de retour de la deuxième croisade, il fait étape à Palerme à la fin de 1148. Elle joue peut-être également un rôle dans l'acquisition du porphyre pour le tombeau de son père, puisque Roger II possède un tombeau semblable en porphyre. Son mari meurt de façon inattendue le 2 mai 1149 et Isabelle revient en France. Elle continue à utiliser le titre de duchesse jusqu'à sa mort,,.

## Deuxième mariage
Entre 1150 et 1155, Isabelle épouse Guillaume IV, seigneur du Perche-Gouët,. D'après Aubry de Trois-Fontaines, ils ont deux filles : Mathilde, qui épouse Hervé III de Donzy, et Eustachie, qui épouse Anselme de Campdavaine. Mathilde est la mère du comte de Nevers Hervé IV de Donzy.
Guillaume meurt en Terre Sainte lors d'un pèlerinage en 1168. Il est inhumé en la cathédrale de Sebastia. Cette année-là, Isabelle fait un don à la cathédrale pour le bien de son âme,. Leur fille aînée et son mari héritent de la seigneurie, mais Isabelle y reste influente.
Quelque temps après la mort de Guillaume, Isabelle entre à l'abbaye de Fontevraud, où ses sœurs Marguerite et Marie, veuve du duc Eudes II de Bourgogne, sont déjà religieuses. Cet événement a probablement lieu entre 1173, date à laquelle elle rencontre sa sœur Mathilde, épouse du comte Rotrou IV du Perche, à l'abbaye de Bonneval, et 1175, date à laquelle Henri Ier de Champagne fait un don à Fontevraud. Henri est persuadé par son frère, l'archevêque Guillaume aux Blanches Mains, d'augmenter sa dotation initiale de 10 livres « car que nos sœurs y sont religieuses ».
Le registre du prieuré de Fontaines-les-Nonnes note son décès à la date du 13 août sous le nom de « Isabelle, vénérable religieuse, duchesse, sœur de la duchesse Marie » (Domina Isabelle, venerabilis monacha, ducissa, soror domine Marie ducissa).